# لويد باركر
لويد باركر (بالإنجليزية: Lloyd Barker)‏ (12 ديسمبر 1970 بكينغستون في جامايكا - ) هو مدرب كرة قدم ولاعب كرة قدم جامايكي في مركز الهجوم. شارك مع منتخب جامايكا لكرة القدم. أما مع النوادي، فقد لعب مع إمباكت مونتريال ونادي هاربور فيو وToronto Lynx ‏ وOttawa Intrepid ‏.

## وصلات خارجية
- لويد باركر على موقع قاعدة بيانات كرة القدم.إي يو (الإنجليزية)
- لويد باركر على موقع ناشيونال فوتبول تيمز (الإنجليزية)